# Nick Miller
Pour les articles homonymes, voir Miller.
Nicholas Miller dit Nick Miller (né le 1er mai 1993 à Carlisle) est un athlète britannique, spécialiste du lancer du marteau.

## Biographie
Sélectionné dans l'équipe d'Angleterre lors des Jeux du Commonwealth de 2014 se déroulant à Glasgow, en Écosse, il remporte la médaille d'argent du lancer du marteau, avec la marque de 72,99 m. Avec 74,46 m, il remporte la médaille d'or des Championnats d'Europe espoirs d'athlétisme 2015 à Tallinn.
Le 8 avril 2018, Nick Miller remporte la médaille d'or des Jeux du Commonwealth de Gold Coast en améliorant son propre record du Royaume-Uni avec 80,26 m. Il devient à cette occasion le premier britannique à franchir la barre des 80 mètres.
Il se classe 10e des championnats du monde 2019 à Doha.

## Palmarès
| Date | Compétition                       | Lieu        | Résultat | Marque  |
| ---- | --------------------------------- | ----------- | -------- | ------- |
| 2014 | Jeux du Commonwealth              | Glasgow     | 2e       | 72,99 m |
| 2015 | Championnats d'Europe par équipes | Tcheboksary | 2e       | 75,91 m |
| 2015 | Championnats d'Europe espoirs     | Tallinn     | 1er      | 74,76 m |
| 2017 | Championnats d'Europe par équipes | Lille       | 3e       | 76,65 m |
| 2017 | Championnats du monde             | Londres     | 6e       | 77,31 m |
| 2018 | Jeux du Commonwealth              | Gold Coast  | 1er      | 80,26 m |
| 2018 | Coupe du monde                    | Londres     | 2e       | 76,14 m |
| 2018 | Championnats d'Europe             | Berlin      | 10e      | 73,16 m |
| 2019 | Championnats d'Europe par équipes | Bydgoszcz   | 10e      | 66,20 m |
| 2019 | Championnats du monde             | Doha        | 10e      | 75,31 m |
| 2021 | Jeux olympiques                   | Tokyo       | 6e       | 78,15 m |
| 2022 | Championnats du monde             | Eugene      | 11e      | 73,14 m |
| 2022 | Jeux du Commonwealth              | Birmingham  | 1er      | 76,43 m |
| 2022 | Championnats d'Europe             | Munich      | 8e       | 77,29 m |

## Records
| Épreuve           | Performance  | Lieu       | Date         |
| ----------------- | ------------ | ---------- | ------------ |
| Lancer du marteau | 80,26 m (NR) | Gold Coast | 8 avril 2018 |